# Roland Thaxter

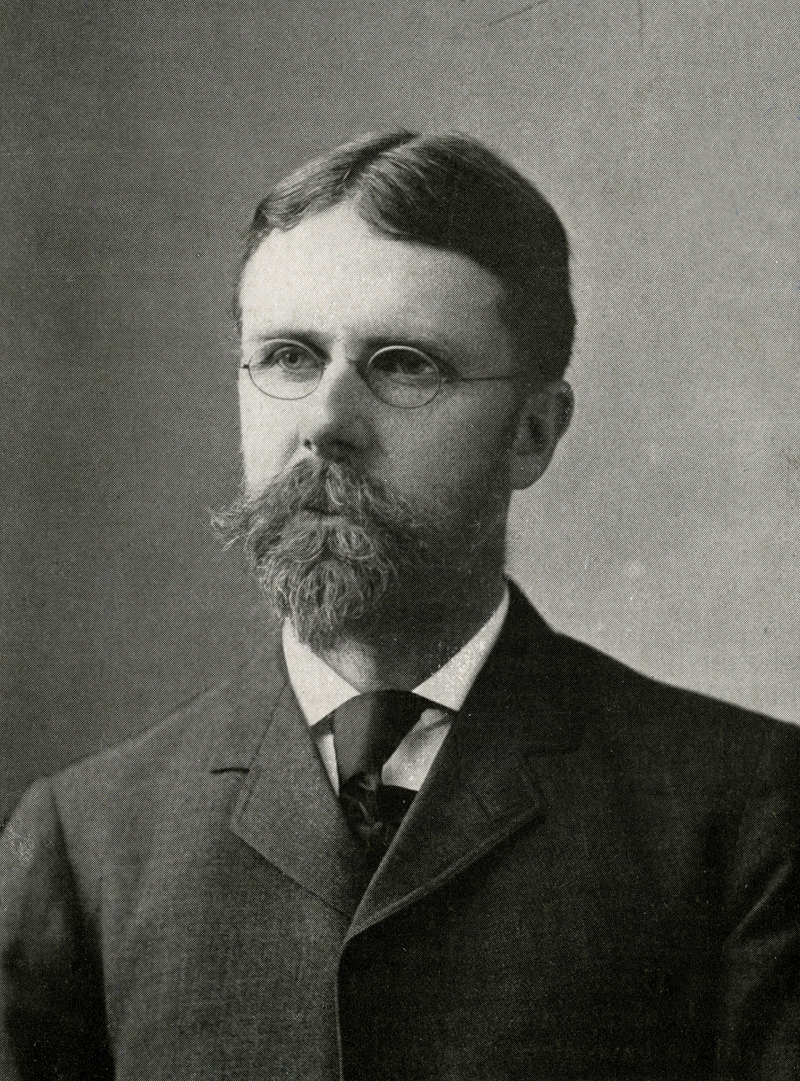
Roland Thaxter (ca. 1913/14)

Roland Thaxter (* 28. August 1858 in Newtonville, Massachusetts; † 22. April 1932 in Cambridge, Massachusetts) war ein US-amerikanischer Botaniker und Mykologe an der Harvard University. Sein Autorenkürzel lautet Thaxt.

## Leben und Wirken
Roland Thaxter war das dritte Kind von Levi Thaxter, einem Anwalt und Kenner der Werke von Robert Browning, und Celia Laighton Thaxter, einer später bekannten Dichterin. Roland Thaxter erwarb 1882 an der Harvard University einen Bachelor und – obwohl er zunächst ein Studium der Medizin begann – 1887 einen Master und 1888 bei William Gilson Farlow mit der Arbeit The Entomophthoreae of the United States einen Ph.D. in Natural History. Eine erste Anstellung führte ihn im selben Jahr an die Connecticut Agricultural Experiment Station, wo er sich mit Pflanzenkrankheiten befasste. 1891 erhielt er eine Stellung an der Harvard University, wo er das Fachgebiet der Mykologie aufbaute, 1901 eine ordentliche Professur erhielt und bis an sein Lebensende blieb. 1919 wurde er emeritiert, übernahm die Leitung des Farlow Herbarium of Cryptogamic Botany und arbeitete weiter wissenschaftlich.
Thaxter veröffentlichte zunächst über Insekten, wandte sich aber dann den Pilzen zu, insbesondere solchen, die Insekten und andere Gliederfüßer parasitieren (darunter Fliegentöterpilzartige, Laboulbeniales und Cordyceps). Er beschrieb zahlreiche Pilz-Arten, darunter Medeolaria farlowii und Hypocreopsis rhododendri (1922) und höhere Taxa, darunter Herpomyces (1903). Weitere Arbeiten befassten sich mit den Mykobakterien. Thaxter hatte zeichnerisches Talent und illustrierte seine Veröffentlichungen selbst. Von 1896 bis 1904 gehörte er zu den Herausgebern der Botanical Gazette, ab 1907 war er Herausgeber der britischen Annals of Botany. Zu seinen Schülern gehörte unter anderen Benjamin M. Duggar.
Roland Thaxter war seit 1887 mit Mabel Gray Freeman verheiratet. Das Paar hatte vier Kinder, von denen er drei überlebte. Sein wissenschaftlicher Nachlass ging im Farlow Herbarium of Cryptogamic Botany auf. Sein Grab befindet sich auf dem Laighton Cemetery in Kittery, Maine, wo auch seine Eltern und weitere Mitglieder der Familie begraben sind.

## Auszeichnungen (Auswahl)
- 1892 Mitglied der American Academy of Arts and Sciences[2][3]
- 1909 Präsident der Botanical Society of America[4]
- 1912 Mitglied der National Academy of Sciences[5]
- 1912 Mitglied der American Philosophical Society[6]
- 1921 Mitglied der Königlich Dänischen Akademie der Wissenschaften
- Mitglied der Linnean Society of London, Mitglied der Königlich Schwedischen Akademie der Wissenschaften, Mitglied der Académie des sciences, Präsident der American Mycological Society, Ehrenmitglied der Deutsche Botanischen Gesellschaft